# Tauchsportgemeinschaft Porz
Die Tauchsportgemeinschaft Porz ist mit über 200 Mitgliedern einer der größten Tauchsportvereine in der nordrhein-westfälischen Großstadt Köln. Sie trainiert im Wahnbad im Stadtteil Wahnheide, im Leistungszentrum der Sporthochschule im Stadtteil Müngersdorf und an Tauchplätzen im Umkreis (z. B. am Fühlinger See, am Hitdorfer See, am Rursee und an der Aggertalsperre). Der Vereinssitz befindet sich im Vereinsheim am Wahnbad, Albert-Schweitzer-Str. 8d, 51147 Köln-Wahn. Vereinsvorsitzender ist Miro Januszkiewicz. Gegründet wurde der Verein im Jahr 1962.

## Mitglieder und Sparten
Gegenwärtig (2020) hat der Verein etwas mehr als 200 Mitglieder, davon etwa 45 Kinder und Jugendliche.
Der Verein bietet Sparten um den Tauchsport an, darunter Flossenschwimmen, Gerätetauchen, Freitauchen (Apnoe) und Unterwasserrugby.

## Leistungen
Die TSG ist im Tauchsportverband NRW organisiert und bildet nach den Richtlinien des Verbands Deutscher Sporttaucher (VDST) aus. Weiterhin ist sie über den Stadtsportbund Köln (SSBK) im Landessportbund Nordrhein-Westfalen und dem Deutschen Olympischen Sportbund (DOSB) organisiert.
Obwohl alle Sparten auf den Breitensport ausgerichtet sind, waren die Freitaucher, die Flossenschwimmer und die Unterwasserrugby-Mannschaft mehrfach national erfolgreich.

### Freitauchen (Apnoe)
Ute Weinrich erreichte 2019 bei den 2. offenen Deutschen Meisterschaften im Apnoetauchen den 2. Platz bei Statik Damen sowie den 3. Platz bei Dynamic Bi-Fins Damen.

### Flossenschwimmen
Auch beim Flossenschwimmen waren Sportler der TSG erfolgreich, darunter Axel Lanvermann (1989 Deutscher Meister in 800 m), sowie sechs Zweit- und Drittplatzierungen zwischen 1988 und 1997 in 400 und 800 m. Flossenschwimmen ist vom Internationalen Olympischen Komitee (IOC) als olympische Sportart anerkannt, jedoch noch nicht in das olympische Programm aufgenommen worden.

### Unterwasser-Rugby

#### Deutsche Meisterschaften
- 1. Platz (Gold) 1979, 1978, 1976[5]
- 2. Platz (Silber) 1977
- 3. Platz (Bronze) 1975, 1973